# Lena Linderholm
Lena Marianne Ahlandsberg Linderholm, född Ahlandsberg den 9 mars 1947 i Stockholm, är en svensk målare, grafiker, författare och företagare.

## Biografi
Linderholm växte upp i Hökarängen och på Lidingö med två kultur- och konstintresserade föräldrar. Hon har tio års konststudier på bland annat målarskola, textilutbildning hos Handarbetets vänner, Konstfack och Konstindustriella.
Hon är känd för färgrika och glada tavlor, textilier och keramikföremål, där motiven – oftast blommor och frukter av olika slag – återkommer i olika former. Fram till 2015 drev hon galleri och café i centrala Vaxholm.
Linderholm finns representerad vid bland annat Örebro läns landsting.

### Familj
Lena Linderholm var gift med musikern Gösta Linderholm som hon träffade 1973, och de bodde och verkade omväxlande i Strängnäs och i Provence. Tillsammans skrev de flera böcker om bland annat matlagning och livet i Provence. De har tillsammans två barn.

### Tillsammans med Gösta Linderholm
- 1990 – Linderholm, Lena; Linderholm Gösta. Lenas och Göstas bok: om konsten att njuta livet. Helsingborg: Nordjem. Libris 7644123. ISBN 9174820176
- 1993 – Linderholm, Lena; Linderholm Gösta. Provence tur och retur: om konsten att fortsätta njuta livet (1. uppl, 3:e uppl. 1998). Helsingborg: Nordjem. Libris 7644138. ISBN 9174820354
- 1996 – Linderholm, Lena; Linderholm Gösta. Om livets fröjder-: tredje boken (1. uppl.). Stockholm: Blå lavendel. Libris 7798253. ISBN 9197279609
- 1999 – Linderholm, Lena; Linderholm Gösta. Blå, blå lavendel i Provence. Vaxholm: Blå lavendel. Libris 7798255. ISBN 9197279625
- 2002 – Linderholm, Lena; Linderholm Gösta. Lenas & Göstas julbok. Vaxholm: Blå lavendel. Libris 8772423. ISBN 91-972796-4-1
- 2004 – Linderholm, Lena; Linderholm Gösta. Livsnjutarboken (1. uppl.). Vaxholm: Blå lavendel. Libris 9497476. ISBN 91-972796-6-8
- 2007 – Linderholm, Lena; Linderholm Gösta. Lenas & Göstas soppbok: med doft av Provence. Vaxholm: Blå lavender. Libris 10595953. ISBN 978-91-972796-7-3
- 2008 – Linderholm, Lena; Linderholm Gösta. Lenas & Göstas brödbok: med doft av Provence. Vaxholm: Blå lavendel. Libris 11219022. ISBN 978-91-972796-8-0